# Tahoua
Tahoua es una ciudad de Níger y el centro administrativo de la región de Tahoua. Tiene una población de 110 000 habitantes (2006). La ciudad es un importante mercado para la zona agrícola que la rodea, y un lugar de encuentro para los tuareg al norte y los fulani al sur. También hay minas de fosfato y de yeso.